# Mascot Pictures
La Mascot Pictures Corporation est une ancienne société américaine de production de cinéma, spécialisée dans les westerns et les films à épisodes (serials) dans les années 1920 et 1930.
Fondée en 1927 par le producteur de films Nat Levine, Mascot Pictures devança Universal Studios de plusieurs mois en incluant, la première, le son dans le film The King of the Kongo en 1929.
En 1935, elle fusionne avec plusieurs autres sociétés pour former le studio Republic Pictures. Son logo représentait un tigre rugissant sur un modèle de la planète Terre.